# Vadonia eckweileri
Vadonia eckweileri är en skalbaggsart som beskrevs av Holzschuh 1989. Vadonia eckweileri ingår i släktet Vadonia och familjen långhorningar.
Artens utbredningsområde är Pakistan. Inga underarter finns listade i Catalogue of Life.